# آغزی‌کاراجا (امام‌اغلو)
آغزی‌کاراجا (به ترکی استانبولی: Ağzıkaraca) یک منطقهٔ مسکونی در ترکیه است که در امام‌اغلو واقع شده‌است. آغزی‌کاراجا ۳۴۳ نفر جمعیت دارد.